# Setina postimpuncta
Setina postimpuncta là một loài bướm đêm thuộc phân họ Arctiinae, họ Erebidae.